# Dontostemon pinnatifidus
Dontostemon pinnatifidus är en korsblommig växtart som först beskrevs av Carl Ludwig von Willdenow, och fick sitt nu gällande namn av Al-shehbaz och Hideaki Ohba. Dontostemon pinnatifidus ingår i släktet Dontostemon och familjen korsblommiga växter.

## Underarter
Arten delas in i följande underarter:
- D. p. linearifolius
- D. p. pinnatifidus